# Budapest XIII. kerülete díszpolgárainak listája

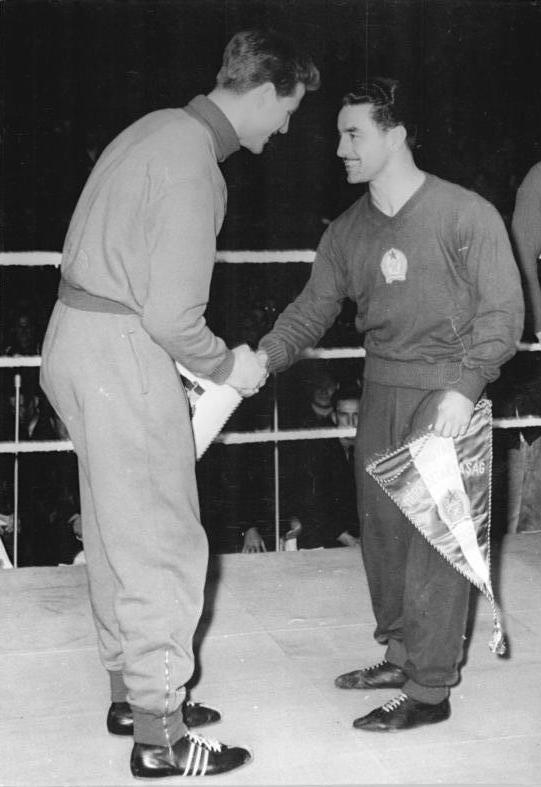
Papp László ökölvívó

Baranyi Ferenc költő

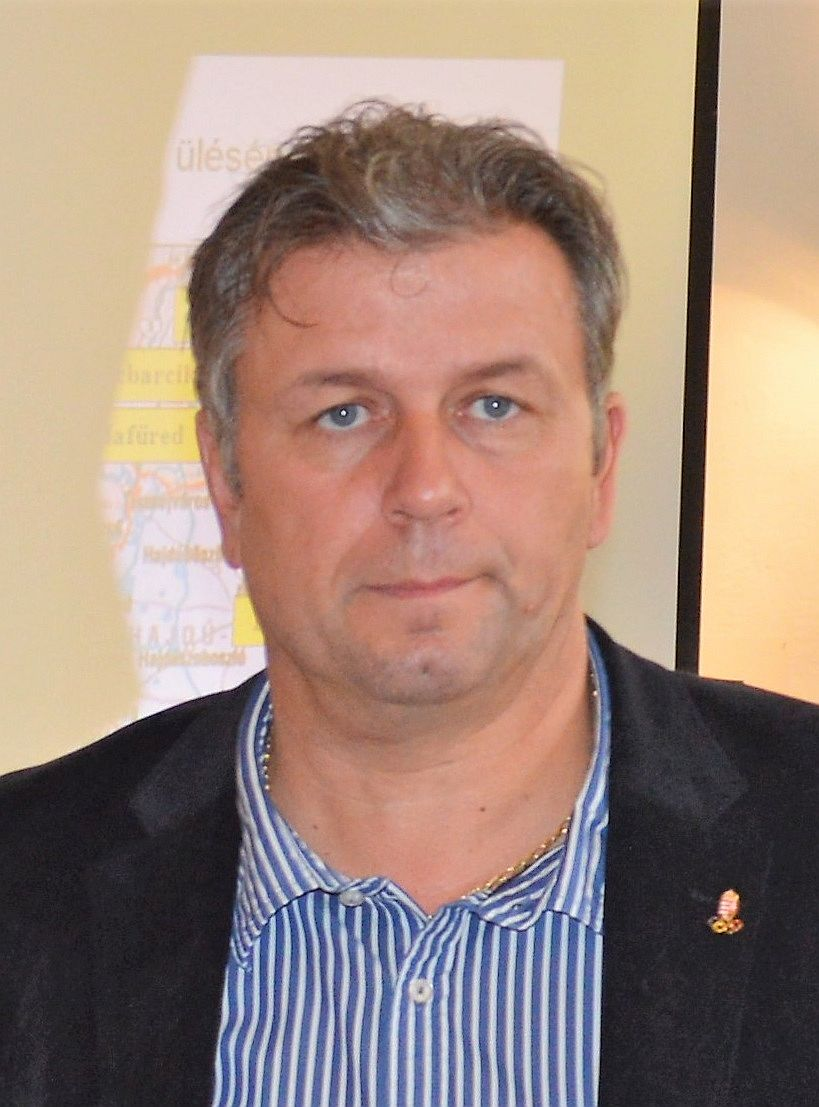
Fábián László öttusázó

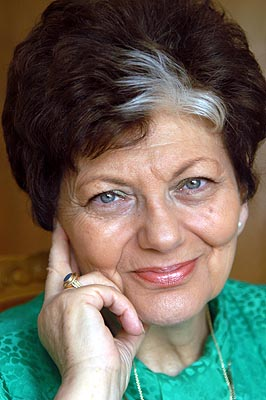
Gergely Ágnes költő, műfordító

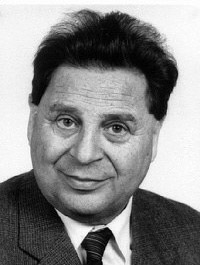
Vámos Tibor akadémikus

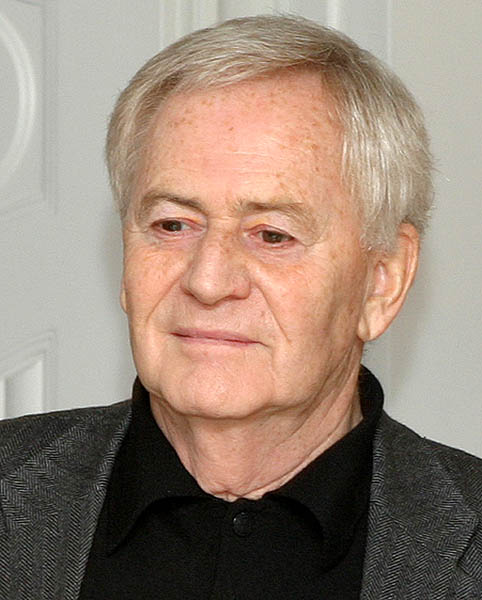
Szabó István filmrendező

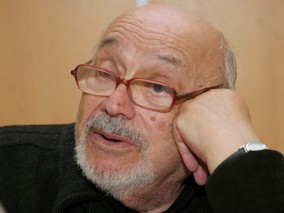
Popper Péter pszichológus

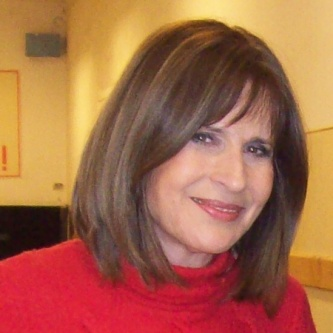
Koncz Zsuzsa énekesnő

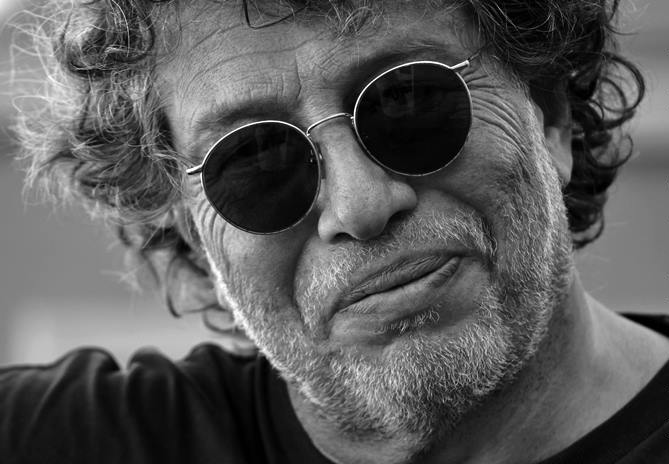
Presser Gábor zenész

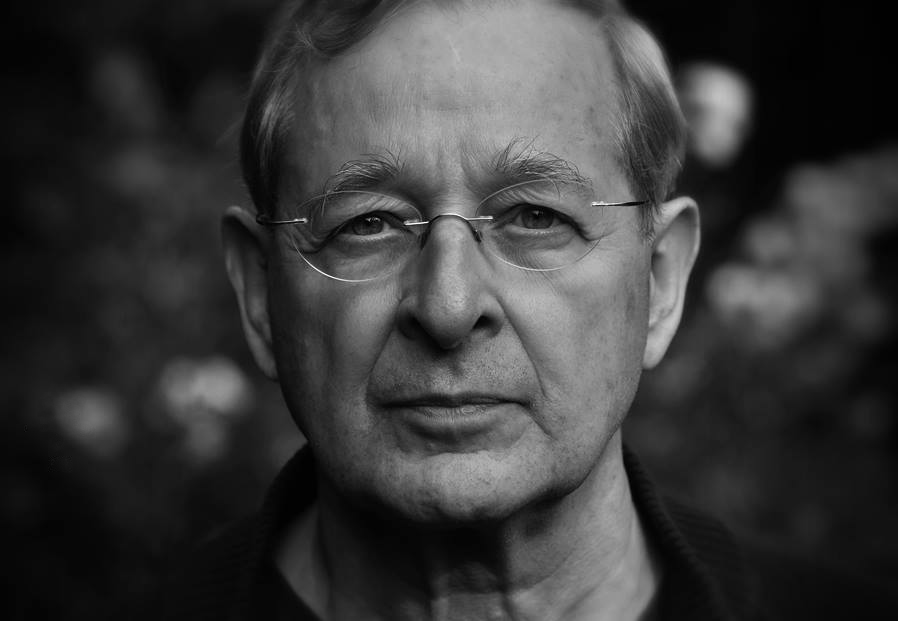
Nádas Péter író

Ez a lap Budapest XIII. kerülete díszpolgárainak listáját tartalmazza.
| Év   | Név | Megj.  |
| ---- | --- | ------ |
| 1996 | Bellay László pedagógus, nyugdíjas igazgató                                                                                            | [ 1 ]  |
| 1996 | Hegedüs Géza író | [ 1 ]  |
| 1996 | Illovszky Rudolf, a Vasas SC labdarúgó-szakosztályának vezetője                                                                        | [ 1 ]  |
| 1996 | Kemény Pál dr. orvos, kórházigazgató                                                                                                   | [ 1 ]  |
| 1996 | Nemeskürty István filmtörténész, író                                                                                                   | [ 1 ]  |
| 1997 | Bényei Károly nyugalmazott iskolaigazgató                                                                                              | [ 2 ]  |
| 1997 | Fábián László öttusázó | [ 2 ]  |
| 1997 | Szepesi György nyugalmazott sportriporter                                                                                              | [ 2 ]  |
| 1997 | Tétényi Pál, a kémia tudományának kandidátusa                                                                                          | [ 2 ]  |
| 1998 | Baranyi Ferenc költő, író | [ 3 ]  |
| 1998 | Kiss Zoltán gazdasági igazgató | [ 3 ]  |
| 1998 | Moldován Stefánia operaénekes | [ 3 ]  |
| 1998 | Sánta Ferenc író | [ 3 ]  |
| 1999 | Ember Judit filmrendező | [ 4 ]  |
| 1999 | Pella László dr. nyugállományú rendőr dandártábornok                                                                                   | [ 4 ]  |
| 1999 | Radnóti Miklósné, Gyarmati Fanni dr. nyelvtanár                                                                                        | [ 4 ]  |
| 1999 | Tátrai Vilmos hegedűművész | [ 4 ]  |
| 1999 | Tóth Szabolcs prof. dr. orvos, idegsebész, ideggyógyász                                                                                | [ 4 ]  |
| 2000 | Csillag László nyugalmazott pedagógus, igazgató                                                                                        | [ 5 ]  |
| 2000 | Hajnal Róbert dr. plébános | [ 5 ]  |
| 2000 | Kazimir Károly rendező | [ 5 ]  |
| 2000 | Mácsai István festő | [ 5 ]  |
| 2000 | Pataki Ferenc szociálpszichológus | [ 5 ]  |
| 2001 | Farkasházy Tivadar újságíró | [ 6 ]  |
| 2001 | Mohácsy László dr. politikus | [ 6 ]  |
| 2001 | Papp László ökölvívó | [ 6 ]  |
| 2001 | Szabó István filmrendező | [ 6 ]  |
| 2001 | Szabó Zoltán festőművész | [ 6 ]  |
| 2002 | Ádám György orvos, fiziológus | [ 7 ]  |
| 2002 | Berencsi György dr. virológus, egyetemi tanár                                                                                          | [ 7 ]  |
| 2002 | Horváth Ádám rendező | [ 7 ]  |
| 2002 | Rába György író, költő, műfordító, kritikus, irodalomtörténész                                                                         | [ 7 ]  |
| 2003 | Gálvölgyi János színművész | [ 8 ]  |
| 2003 | Petschnig Mária Zita közgazdász | [ 8 ]  |
| 2003 | Vámos Tibor akadémikus | [ 8 ]  |
| 2004 | Fenyő Miklós menedzser, dalszerző, szövegíró                                                                                           | [ 9 ]  |
| 2004 | Horn Gyula politikus | [ 9 ]  |
| 2004 | Léner Péter, rendező, a József Attila Színház igazgatója                                                                               | [ 9 ]  |
| 2005 | Kern András színművész | [ 10 ] |
| 2005 | Redő Ferenc festőművész | [ 10 ] |
| 2005 | Sztankay István színművész | [ 10 ] |
| 2006 | Bánffy György színművész | [ 11 ] |
| 2006 | Kiss János dr. orvos | [ 11 ] |
| 2006 | Schweitzer József dr. nyugalmazott főrabbi                                                                                             | [ 11 ] |
| 2007 | Nádas Péter író, publicista | [ 12 ] |
| 2007 | Oláh József néhai önkormányzati képviselő                                                                                              |        |
| 2008 | Popper Péter dr. pszichológus, tudós                                                                                                   | [ 13 ] |
| 2008 | Ormos Mária akadémikus, történész, egyetemi tanár                                                                                      | [ 13 ] |
| 2008 | Osváth Péter cukrász | [ 13 ] |
| 2009 | Bodrogi Gyula színművész, rendező, színházigazgató                                                                                     | [ 14 ] |
| 2009 | Marton László rendező, színházigazgató                                                                                                 | [ 14 ] |
| 2009 | Spiró György író, irodalomtörténész és műfordító                                                                                       | [ 14 ] |
| 2010 | Lendvay Kamilló zeneszerző, karmester                                                                                                  | [ 15 ] |
| 2010 | Presser Gábor zenész, zeneszerző, billentyűs, énekes                                                                                   | [ 15 ] |
| 2010 | Vámos Miklós író, forgatókönyvíró, kiadóigazgató, műsorvezető                                                                          | [ 15 ] |
| 2011 | Békés Pál író (posztumusz) | [ 16 ] |
| 2011 | Hegedűs D. Géza színész, rendező | [ 16 ] |
| 2011 | Ihász Kálmán olimpiai bajnok labdarúgó                                                                                                 | [ 16 ] |
| 2011 | Kemény Győző zenei producer, a Bojtorján vezetője                                                                                      | [ 16 ] |
| 2012 | Angyal Ádám közgazdász, a Ganz Danubius volt vezérigazgatója                                                                           | [ 17 ] |
| 2012 | Portisch Lajos nemzetközi sakknagymester, a Nemzet Sportolója                                                                          | [ 17 ] |
| 2012 | Vitray Tamás Kossuth-díjas újságíró, főszerkesztő, riporter, kiváló művész                                                             | [ 17 ] |
| 2013 | Bächer Iván író, újságíró, publicista                                                                                                  | [ 18 ] |
| 2013 | Vigyázó Miklós atya, esztergomi protonotárius, kanonok, esperes, a Szent Mihály-templom volt plébánosa                                 | [ 18 ] |
| 2013 | Zelenka Pál okleveles gépészmérnök, a Közlekedési Műszergyártó Zrt. elnök-vezérigazgatója, fő tulajdonosa                              | [ 18 ] |
| 2014 | Gergely Ágnes költő, műfordító, prózaíró, esszéíró                                                                                     | [ 19 ] |
| 2014 | Kemény Dénes a Magyar Vízilabda-szövetség elnöke, címzetes egyetemi docens, volt szövetségi kapitány                                   | [ 19 ] |
| 2014 | Schiller Péter vállalkozó, a Schiller Autó Család cégtulajdonosa                                                                       | [ 19 ] |
| 2015 | Kéri László politológus | [ 20 ] |
| 2015 | Réz Pál irodalomtörténész, a Holmi folyóirat nyugalmazott főszerkesztője                                                               | [ 20 ] |
| 2016 | Koncz Zsuzsa énekesnő | [ 21 ] |
| 2016 | Pataki Ferenc fejszámló művész | [ 21 ] |
| 2016 | Szloboda József református lelkész | [ 21 ] |
| 2017 | Eszenyi Enikő Kossuth-díjas színművész, rendező, a Vígszínház igazgatója                                                               | [ 22 ] |
| 2017 | Rédei Éva, a Láng Téka könyvesbolt tulajdonosa, kultúraszervező                                                                        | [ 22 ] |
| 2017 | Szilágyi Áron, a Vasas Sport Club kétszeres olimpiai aranyérmes kardvívója                                                             | [ 22 ] |
| 2018 | Bródy János Kossuth-díjas és Liszt Ferenc-díjas magyar énekes, zeneszerző, szövegíró, az Illés-együttes tagja                          | [ 23 ] |
| 2018 | Kéri József cégvezető, az Angyalföldi Média Közalapítvány egykori kuratóriumi elnöke                                                   | [ 23 ] |
| 2018 | Pásztor Erzsi Kossuth-, Jászai Mari-, és Balázs Béla-díjas színművész, érdemes művész                                                  | [ 23 ] |
| 2018 | Szörényi Levente Kossuth-díjas és Erkel Ferenc-díjas zeneszerző, gitáros, énekes, szövegíró, az Illés-együttes tagja                   | [ 23 ] |
| 2018 | Szörényi Szabolcs Kossuth-díjas magyar énekes, basszusgitáros, zeneszerző, az Illés-együttes tagja                                     | [ 23 ] |
| 2019 | Alföldi Róbert Jászai Mari-díjas magyar színész, műsorvezető, színházi rendező                                                         | [ 24 ] |
| 2019 | Láng József Jászai Mari-díjas színész, szinkronszínész                                                                                 | [ 24 ] |
| 2019 | Schőner Alfréd dr., főrabbi, az Országos Rabbiképző – Zsidó Egyetem volt rektora                                                       | [ 24 ] |
| 2020 | Galambos Erzsi Kossuth- és Jászai Mari díjas színművész, érdemes- és kiváló művész                                                     | [ 25 ] |
| 2020 | Glatz Ferenc Széchenyi-díjas magyar történész, egyetemi tanár, az MTA tagja                                                            | [ 25 ] |
| 2020 | Jávori Ferenc Kossuth-díjas magyar zenész, zeneszerző, érdemes művész                                                                  | [ 25 ] |
| 2021 | Berkesi Gábor Magyar Érdemrend Lovagkeresztjével kitüntetett református lelkész                                                        | [ 26 ] |
| 2021 | Grecsó Krisztián József Attila-díjas író, költő, Élet és Irodalom munkatársa                                                           | [ 26 ] |
| 2021 | Kalmár Magda Kossuth- és Liszt Ferenc-díjas operaénekes                                                                                | [ 26 ] |
| 2022 | Balla Zsófia babérkoszorús költő, újságíró                                                                                             | [ 27 ] |
| 2022 | Lukács Sándor, Kossuth-díjas és Prima Primissima díjas színművész, érdemes és kiváló művész, a Halhatatlanok Társulatának örökös tagja | [ 27 ] |
| 2022 | Nyáry Krisztián író, irodalmár, könyvkiadó, kommunikációs szakember                                                                    | [ 27 ] |
| 2023 | Kováts Adél Kossuth-díjas színművész, a Radnóti Miklós Színház igazgatója                                                              | [ 28 ] |
| 2023 | Simonyi András dr., diplomata, egyetemi tanár, volt washingtoni nagykövet                                                              | [ 28 ] |
| 2023 | Sumonyi Papp Zoltán József Attila-díjas költő, író, rádiós irodalmi szerkesztő                                                         | [ 28 ] |
| 2024 | Dés László Kossuth- és Liszt Ferenc-díjas zeneszerző, előadóművész, a modern jazz meghatározó alakja                                   | [ 29 ] |
| 2024 | Falusi Mariann énekművész, a Pa-Dö-Dő együttes egyik alapító tagja                                                                     | [ 29 ] |
| 2024 | Kádár Ferenc dr., gyermekorvos | [ 29 ] |
| 2025 | Hadas Kriszta Prima Primissima-díjas újságíró, televíziós szerkesztő-műsorvezető (posztumusz)                                          | [ 30 ] |
| 2025 | Halász Judit Kossuth-díjas színművész, a Halhatatlanok Társulatának örökös tagja                                                       | [ 30 ] |
| 2025 | Horvát János Pulitzer-emlékdíjas újságíró, televíziós személyiség, egykori nagykövet                                                   | [ 30 ] |
| 2025 | Cziffra György Liszt Ferenc-díjas zongoraművész (posztumusz)                                                                           | [ 30 ] |
| 2025 | Radnóti Miklós költő, műfordító, a 20. századi magyar líra egyik meghatározó alakja (posztumusz)                                       | [ 30 ] |

## Képgaléria
- Ádám György fiziológus
- Alföldi Róbert színész
- Balla Zsófia költő
- Bánffy György színész
- Bächer Iván író, újságíró
- Bodrogi Gyula színész
- Bródy János zenész
- Eszenyi Enikő színész
- Farkasházy Tivadar újságíró
- Fenyő Miklós zenész
- Gálvölgyi János színész
- Glatz Ferenc történész
- Grecsó Krisztián költő
- Hegedűs D. Géza színész
- Horn Gyula politikus
- Kalmár Magda operaénekes
- Kern András színész
- Kováts Adél színész
- Láng József színész
- Lukács Sándor színész
- Marton László rendező
- Nyáry Krisztián író
- Pásztor Erzsi színész
- Pataki Ferenc szociálpszichológus
- Réz Pál irodalomtörténész
- Schweitzer József dr. nyug. főrabbi
- Simonyi András diplomata
- Sumonyi Papp Zoltán költő
- Spiró György író
- Szilágyi Áron vívó
- Szörényi Levente zenész
- Szörényi Szabolcs zenész
- Vámos Miklós író
- Dés László zenész
- Falusi Mariann énekes
- Hadas Kriszta újságíró
- Halász Judit színművész
- Cziffra György zongoraművész
- Radnóti Miklós költő